# كمال الدين (مشيز بردسير)
کمال الدين (بالفارسية: کمال‌الدین) هي قرية تقع في إيران في البلدة المركزية.